# Associação Esportiva Uruguaianense
A Associação Esportiva Uruguaianense (AEU) é um clube de futsal brasileiro, localizado em Uruguaiana, Rio Grande do Sul. Atualmente disputa a Liga Gaúcha de Futsal.

## História
A Associação Esportiva Uruguaianense surgiu em 5 de janeiro de 1990 por meio dos ex-atletas Silva, Egon, Paulo Borin, Tono Bermudez e Paulo Klenubing que decidiram implementar uma equipe de competição na cidade de Uruguaiana. A equipe disputou a Série Ouro, equivalente a primeira divisão estadual do Campeonato Gaúcho de Futsal, e em 2006, entrou em hiato por dez anos. O clube retornou as atividades em 2016, disputando a Série Bronze, a terceira divisão estadual, e sagrou-se campeã ao derrotar a equipe do Parobé Futsal nas finais.
Com esta conquista, a equipe recebeu o direito de disputar a Série Prata de 2017, onde novamente chegou a decisão. Desta vez, enfrentou novamente o time do Parobé e acabou sendo derrotada. No entanto, conquistou o acesso para a primeira divisão do ano seguinte, disputando a Liga Gaúcha de Futsal de 2018. Naquele ano, a AEU chegou até as semifinais, onde foi derrotada pelo então campeão Carlos Barbosa. Na edição seguinte, em 2019, a AEU se despediu da competição nas quartas-de-final, ao sofrer um revés perante o Passo Fundo Futsal.

## Títulos
| CAMPEONATOS ESTADUAIS      | CAMPEONATOS ESTADUAIS | CAMPEONATOS ESTADUAIS | CAMPEONATOS ESTADUAIS |
| -------------------------- | --------------------- | --------------------- | --------------------- |
| Competição                 | Títulos               | Temporada             |                       |
| Liga Gaúcha - Série Bronze | 1                     | 2016                  |                       |

Campanhas de destaque
- Liga Gaúcho de Futsal - Série Prata: 2017 (Vice-campeã)
- Liga Gaúcha de Futsal - Série Ouro: 2018 (4º lugar)
- Copa dos Pampas: 2019 (Vice-campeã)
- Liga Gaúcha de Futsal - Série Ouro: 2023 (Vice-campeã)